# Tang He (vattendrag i Kina, lat 32,17, long 112,34)
Tang He är ett vattendrag i Kina. Det ligger i den centrala delen av landet, 900 km söder om huvudstaden Peking.